# Pic du Midi d'Ossau
De Pic du Midi d'Ossau is een berg in de Franse Pyreneeën met een hoogte van 2884 meter boven de zeespiegel. Naar het noorden toe strekt zit de Vallée d'Ossau uit. De berg ligt midden in het nationaal Park Pyrénées, in het departement Pyrénées-Atlantiques. 
De Pic du Midi d'Ossau werd naar verluidt voor het eerst beklommen in 1552 door een expeditie onder leiding van François de Foix-Candale, de latere bisschop van Aire. Het succes van deze eerste klim wordt echter betwist. De eerste volledig geregistreerde beklimming werd op 19 augustus 1790 bereikt door Guillaume Delfau (1766-1815), onder begeleiding van een herder uit het dorp Eaux-Bonnes.